# Matam (regio)
Matam is een van de veertien regio's van Senegal en is gelegen in het noordoosten van het land. De regio is 25.083 km² groot en had tijdens de volkstelling van 2002 423.041 inwoners en in 2011 naar schatting 543.000 inwoners. De hoofdstad is de stad Matam. Matam is een voormalig departement van de buurregio Saint-Louis. In januari 2002 werd het departement hiervan afgesplitst als een nieuwe regio en verdeeld in drie nieuwe eigen departementen.

## Geografie
Matam grenst aan twee regio's van Mauritanië, buurland van Senegal:
- Gorgol in het noordoosten;
- Guidimakha in het uiterste noordoosten.

En verder aan vier buurregio's:
- Tambacounda in het zuiden;
- Louga in het westen;
- Saint-Louis in het noordwesten;
- Kaffrine in het zuidwesten.

Het klimaat wordt gekenmerkt door een lang droog seizoen. De gemiddelde jaarlijkse neerslag bedraagt 488 mm. Er groeien vooral struiken en bomen van de geslachten Acacia en Balanites, die goed aangepast zijn aan de droogte.

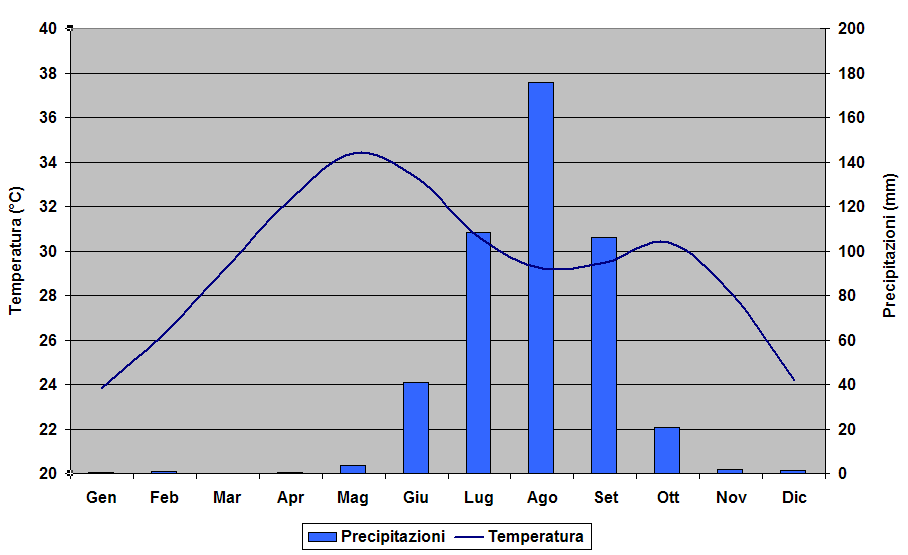
Gemiddelde neerslag = staafdiagram; gemiddelde temperatuur = curve

## Economie

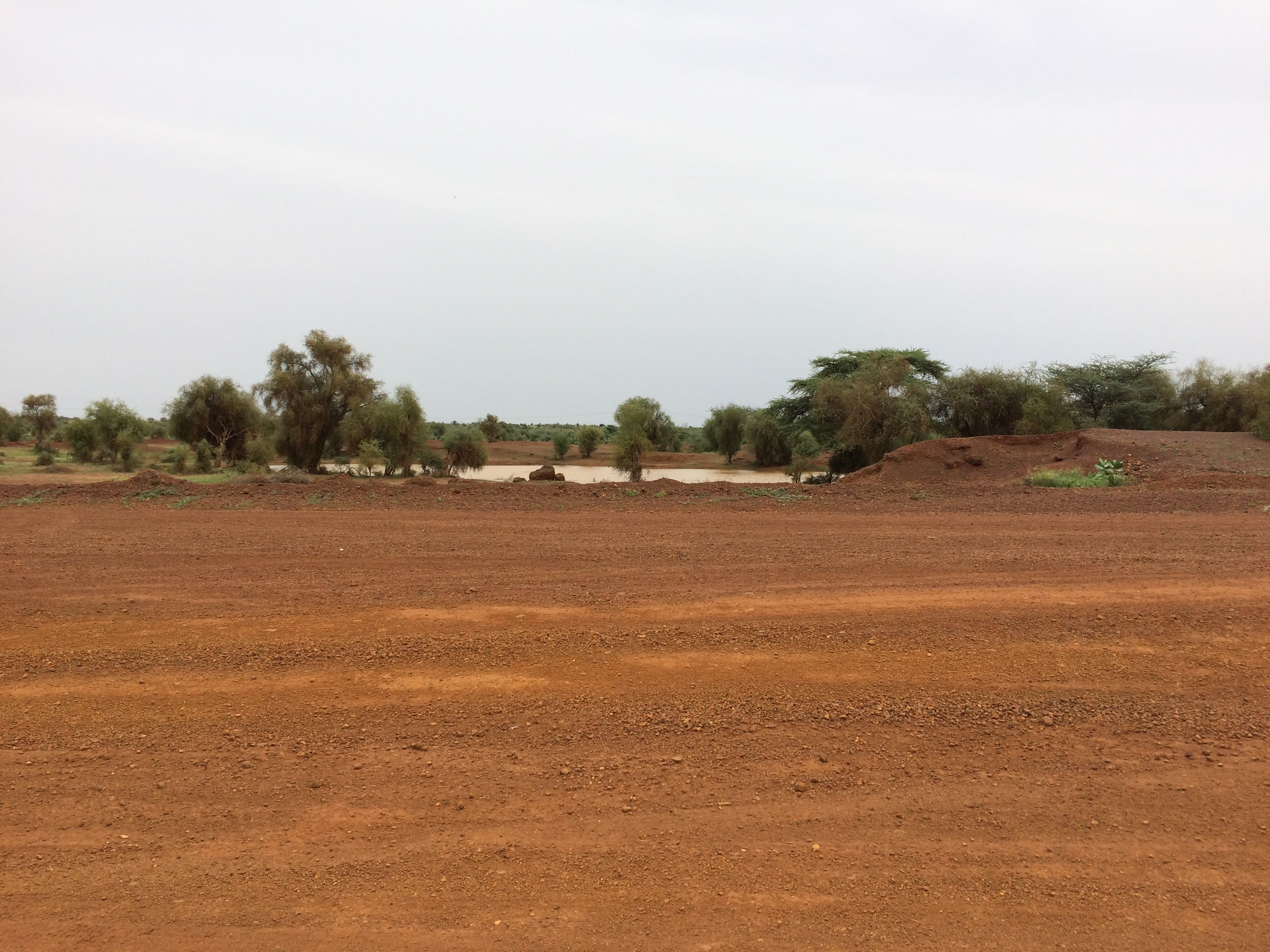
Landschap bij Thilogne

De economie is gebaseerd op de landbouw. Er is extensieve veeteelt. Het belangrijkste landbouwgewas is gierst met een areaal van 28.000 ha in 2005, en daarna sorgo en rijst. Een exportproduct is gom.

## Departementen
De regio is onderverdeeld in drie departementen:
- Kanel
- Matam
- Ranérou Ferlo

Dakar ·
Diourbel ·
Fatick ·
Kaffrine ·
Kaolack ·
Kédougou ·
Kolda ·
Louga ·
Matam ·
Saint-Louis ·
Sédhiou ·
Tambacounda ·
Thiès ·
Ziguinchor